# واين ر. أندرسن
واين ر. أندرسن (بالإنجليزية: Wayne R. Andersen)‏ هو قاضي ومحامي أمريكي، ولد في 30 يوليو 1945 في شيكاغو في الولايات المتحدة.